# Gare de Kashiwara
La gare de Kashiwara (柏原駅, Kashiwara-eki) est une gare ferroviaire située à Kashiwara, dans la préfecture d'Osaka au Japon. La gare est exploitée par les compagnies JR West et Kintetsu.

## Situation ferroviaire
La gare de Kashiwara est située au point kilométrique (PK) 158,8 de la ligne principale Kansai (PK 37,9 de la ligne Yamatoji). Elle marque la fin de la ligne Kintetsu Domyoji.

## Histoire
La gare JR West est inaugurée le 14 mai 1889. La gare Kintetsu date du 24 mars 1898.

## Services aux voyageurs

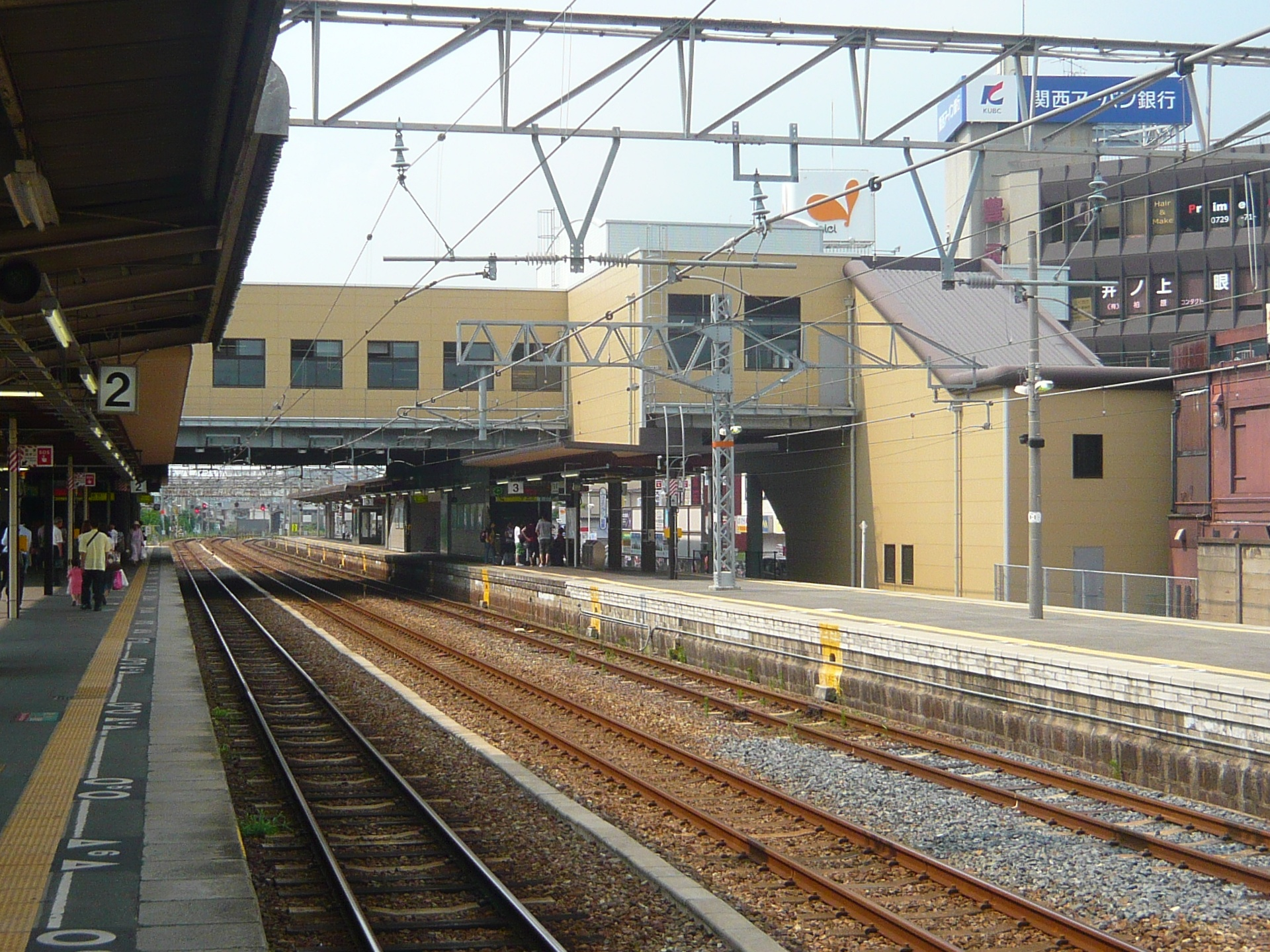
Vue des quais

### Accès et accueil
La gare dispose d'un bâtiment voyageurs, avec guichet, ouvert tous les jours.

### Desserte

#### Kintetsu
- Ligne Kintetsu Domyoji :
  - voie 1 : direction Dōmyōji

#### JR West
- Ligne Yamatoji :
  - voies 2 et 3 : direction Tennōji et JR Namba
  - voies 3 et 4 : direction Nara et Takada

### Intermodalité
La gare de Katashimo (ligne Kintetsu Osaka) est située à environ 350 m au nord-est de la gare.